# Le Mans
Le Mans je grad na sjeverozapadu Francuske, u regiji Pays de la Loire, prefektura departmana Sarthe te sjedište istoimene rimokatoličke biskupije. Glavni je grad povijesne francuske pokrajine Maine.
Sa svojih oko 144 000 stanovnika, zvanih Manceaux i Mancelles, grad je treći po veličini u regiji, nakon Nantesa i Angersa. Nalazi se gotovo točno na nultome meridijanu, 185 kilometara jugozapadno od Pariza.
Osim po svojoj katedrali sv. Julijana, grad je najpoznatiji po 1923. godine ustanovljenoj, svjetski čuvenoj utrci 24 sata Le Mansa.

## Povijest

### Stari vijek
Osnutak grada Le Mansa može se datirati u razdoblje antike. Arheološka iskapanja otkrila su tragove antičke gradske utvrde (tzv. oppiduma) na brdu na kojem se nalazi stari grad Le Mans; tamo je živjelo galsko pleme Cenomani Aulerci. Le Mans (tada zvan Vindunum) Rimljani su osvojili 56. godine n.e. Urbano područje se otada razvija u jedno od glavnih gradskih središta zapadne Francuske.
Krajem trećeg stoljeća, u Galiju su provalili barbari. Stanovnici grada su stoga potražili utočište na gradskome brdu i tamo izgradili zidine vidljive i danas. Tijekom IV. i V. stoljeća, barbari prolaze ovim područjem (Huni) ili se ovdje nastanjuju (Franci).
Najvažniji događaj na kraju antike zasigurno je pokrštavnje stanovništva Le Mansa, do kojega je došlo misionarskim radom Julijana, kasnije tijekom prve polovine IV. st. n.e. ujedno i prvog biskupa u gradu, a od 12. st. i sveca Rimokatoličke crkve.

### Srednji vijek
Biskupija Le Mans bila je iznimno važna jer je u ono doba površinom bila jedna od najvećih u kraljevstvu. Iako od 5. do 13. stoljeća Le Mans prolazi kroz razdoblje feudalne anarhije, mnogi vjerski objekti izgrađeni su upravo u to vrijeme. Osim toga, Le Mans je i mjesto u kojem je prvi kralj ujedinjenog Franačkog kraljevstva Klodvig I. početkom 6. st. dao ubiti svog rođaka Rignomera.
Do 13. stoljeća grad je rijetko kada prolazio kroz razdoblja mira i razvoja. Nakon vladavine Karla Velikog, grofovi od Maine teško su se uspijevali održati na vlasti. Budući da je grofovija Maine predstavljala svojevrsnu tampon zonu između Normandije i Anjoua, oba susjeda su polagala pravo na ovo područje. Maine je i dalje bila meta okolnih konkurenata sve do 1204. godine i dolaska snaga Filipa II. Augusta, posljednjeg franačkog (roi des Francs) i prvog francuskog kralja (roi de France), čime je grofovija postala dio kraljevskog teritorija. Tim je činom završeno doba feudalnog nasilja.